# Copa FA de Bermudas
La Copa FA de Bermudas es el principal torneo de copa de fútbol a nivel de clubes de Bermudas, el cual es organizado por la Asociación de Fútbol de Bermudas.
Fue creado en el año 1953 para que todos los clubes de Bermudas pudieran participar. Se juega bajo un sistema de eliminación directa.

## Lista de Campeones
| Temporada | Campeón                      | Resultado                  | Subcampeón                   |
| --------- | ---------------------------- | -------------------------- | ---------------------------- |
| 1955/56   | Bermuda AA Wanderers         | 3-1                        | Southampton Rangers          |
| 1956/57   | PHC Zebras                   | 4-3                        | Pembroke Juniors             |
| 1957/58   | Wellington Rovers            | 4-2                        | Bermuda AA Wanderers         |
| 1958/59   | Dock Hill Rangers            | 3-1                        | Devonshire Lions             |
| 1959/60   | PHC Zebras                   | 5-3                        | Dock Hill Rangers            |
| 1960/61   | PHC Zebras                   | 2-1                        | Young Men's Social Club      |
| 1961/62   | PHC Zebras                   | 4-3                        | West End S. C.               |
| 1962/63   | Young Men's Social Club      | 3-1                        | Pembroke Juniors             |
| 1963/64   | Young Men's Social Club      | 3-1                        | Dock Hill Rangers            |
| 1964/65   | Young Men's Social Club      | 3-1                        | Dock Hill Rangers            |
| 1965/66   | Casuals SC                   | 2-1                        | North Village Community Club |
| 1966/67   | PHC Zebras                   | 3-2                        | Devonshire Colts             |
| 1967/68   | Somerset Trojans             | 3-2                        | Devonshire Colts             |
| 1968/69   | Somerset Trojans             | 6-0                        | Southampton Rangers          |
| 1969/70   | Somerset Trojans             | 3-1                        | Academicals FC               |
| 1970/71   | PHC Zebras                   | 1-0                        | Devonshire Colts             |
| 1971/72   | Somerset Trojans             | 0-0 2-2 4-1                | PHC Zebras                   |
| 1972/73   | Devonshire Colts             | 2-2 2-1                    | PHC Zebras                   |
| 1973/74   | Devonshire Colts             | 3-0                        | WWC                          |
| 1974/75   | PHC Zebras                   | 3-1                        | Somerset Trojans             |
| 1975/76   | Somerset Trojans             | 2-1                        | Devonshire Colts             |
| 1976/77   | Somerset Trojans             | 3-1                        | Southampton Rangers          |
| 1977/78   | North Village Community Club | 3-1                        | PHC Zebras                   |
| 1978/79   | Somerset Trojans             | 4-0                        | Devonshire Cougars           |
| 1979/80   | PHC Zebras                   | 4-1                        | WWC                          |
| 1980/81   | Vasco da Gama FC             | 3-1                        | Somerset Trojans             |
| 1981/82   | Vasco da Gama FC             | 3-1                        | PHC Zebras                   |
| 1982/83   | North Village Community Club | 2-1                        | Vasco da Gama FC             |
| 1983/84   | Southampton Rangers          | 1-1 2-0                    | Devonshire Colts             |
| 1984/85   | Hotels International FC      | 2-1                        | PHC Zebras                   |
| 1985/86   | North Village Community Club | 2-0                        | Vasco da Gama FC             |
| 1986/87   | Dandy Town                   | 2-2 1-0                    | PHC Zebras                   |
| 1987/88   | Somerset Trojans             | 0-0 2-1                    | Devonshire Colts             |
| 1988/89   | North Village Community Club | 2-1                        | PHC Zebras                   |
| 1989/90   | Somerset Trojans             | 2-0                        | Dandy Town                   |
| 1990/91   | Boulevard Blazers            | 1-1 2-0                    | PHC Zebras                   |
| 1991/92   | PHC Zebras                   | 2-1                        | Dandy Town                   |
| 1992/93   | Boulevard Blazers            | 4-1                        | Devonshire Colts             |
| 1993/94   | Vasco da Gama FC             | 2-1                        | Dandy Town                   |
| 1994/95   | Vasco da Gama FC             | 2-0                        | Devonshire Cougars           |
| 1995/96   | Boulevard Blazers            | 2-1                        | Southampton Rangers          |
| 1996/97   | Boulevard Blazers            | 3-2 (t.e.)                 | Wolves                       |
| 1997/98   | Vasco da Gama FC             | 2-1 (t.e.)                 | Devonshire Colts             |
| 1998/99   | Devonshire Colts             | 1-0                        | Dandy Town                   |
| 1999/00   | North Village Community Club | 2-1 (t.e.)                 | Devonshire Colts             |
| 2000/01   | Devonshire Colts             | 3-1                        | North Village Community Club |
| 2001/02   | North Village Community Club | 3-0                        | Dandy Town                   |
| 2002/03   | North Village Community Club | 5-1                        | Prospect                     |
| 2003/04   | North Village Community Club | 3-3 (t.e.) 2-1 (t.e.) (r.) | Devonshire Cougars           |
| 2004/05   | North Village Community Club | 2-0                        | Hamilton Parish FC           |
| 2005/06   | North Village Community Club | 4-1                        | Dandy Town                   |
| 2006/07   | Devonshire Colts             | 2-0 (t.e.)                 | Boulevard Blazers            |
| 2007/08   | PHC Zebras                   | 2-0                        | Dandy Town                   |
| 2008/09   | Boulevard Blazers            | 5-3                        | Dandy Town                   |
| 2009/10   | Devonshire Cougars           | 2-2 (5-3 pen.)             | Somerset Eagles              |
| 2010/11   | Devonshire Cougars           | 4-1                        | Southampton Rangers          |
| 2011/12   | Dandy Town                   | 5-2                        | North Village Community Club |
| 2012/13   | Devonshire Cougars           | 3-0                        | Somerset Eagles              |
| 2013/14   | Dandy Town                   | 1-0                        | North Village Rams           |
| 2014/15   | Dandy Town                   | 3-1                        | Flanaga's Onions             |
| 2015/16   | Robin Hood FC                | 2-0                        | Dandy Town                   |
| 2016/17   | PHC Zebras                   | 1-0                        | North Village Rams           |
| 2017/18   | Robin Hood FC                | 1-0                        | Southampton Rangers          |
| 2018/19   | Robin Hood FC                | 3-2                        | X Road Warrios FC            |

## Títulos por equipo
| Club                            | Títulos | Finalista |
| ------------------------------- | ------- | --------- |
| PHC Zebras                      | 11      | 8         |
| North Village Rams              | 10      | 5         |
| Somerset Trojans1               | 9       | 3         |
| Devonshire Colts                | 5       | 10        |
| Vasco da Gama                   | 5       | 2         |
| Boulevard Blazers               | 5       | 1         |
| Dandy Town Hornets              | 4       | 9         |
| Devonshire Cougars              | 3       | 2         |
| Young Men's Social Club         | 3       | 1         |
| Robin Hood FC                   | 3       | 0         |
| Southampton Rangers             | 1       | 6         |
| Dock Hill Rangers               | 1       | 3         |
| Bermuda AA Wanderers            | 1       | 1         |
| Casuals SC                      | 1       | 0         |
| Hotels International SC         | 1       | 0         |
| Wellington Rovers (St.George's) | 1       | 0         |
| Pembroke Juniors                | 0       | 2         |
| WWC                             | 0       | 2         |
| Somerset Eagles                 | 0       | 2         |
| Academicals FC                  | 0       | 1         |
| Devonshire Lions                | 0       | 1         |
| Hamilton Parish                 | 0       | 1         |
| Prospect                        | 0       | 1         |
| Wolves                          | 0       | 1         |
| Flanaga's Onions                | 0       | 1         |
| X Road Warriors FC              | 0       | 1         |

- 1- Incluye al West End Rovers.